# 白石喜太郎
白石 喜太郎（しらいし きたろう、1887年（明治20年）1月7日 - 1945年（昭和20年）7月28日）は、高知県出身の日本の実業家、計理士、渋沢栄一、敬三に仕え、渋沢同族株式会社の専務取締役になどを歴任した。

## 生涯

### 誕生から第一銀行時代
1887年（明治20年）、先代喜太郎と丑の長男として高知県安芸郡田野村（現・田野町）に生まれる。1896年（明治29年）先代喜太郎が病没、家督相続し又喜を改め襲名。1905年（明治38年）、高知県立中学海南学校を卒業後、官立東京高等商業学校（高等商業学校を改称、東京高商、現・一橋大学）に入学。渋沢事務所の八十島親徳に保証人を依頼。在学中は、休暇の前後に八十島を訪問し、種々教えを受ける。
1909年（明治42年）、本科2年生の時、文部省の方針に反対する学園紛争（申酉事件）が起きた。5月6日、文部大臣小松原英太郎が東京高商専攻部廃止を決定したことに抗議するため、5月11日、学生大会にて全学生総退学を決議した。退学届には保証人の調印が必要なため、八十島へ調印を依頼した。喜太郎の母の依頼により保証人になったのだから、明瞭に退学を同意すれば、調印すると回答。その間も、八十島らは事態収拾に奔走。中野武営、島田三郎、東京高商の商議員である渋沢栄一の調停により、文部省が原案を撤回した。5月24日、喜太郎を含む全学生は復学。
1910年（明治43年）、卒業後の進路について八十島へ相談。「商事会社や工業会社は適当ではないと思うから、銀行方面に就職してはどうか」と助言を得、八十島の周旋により卒業後の7月、第一銀行（現・みずほ銀行）へ入行。入行時も八十島が保証人を引きける。入行後、総支配人佐々木勇之助の面接を受ける。1911年（明治44年）、八十島の親友で東京高商先輩の石井健吾が支配人に就任。新支配人歓迎会で、白虎隊の活人画を行う。1912年（明治45年）、明石照男が入行し、割引掛で机を並べる。

### 渋沢事務所へ

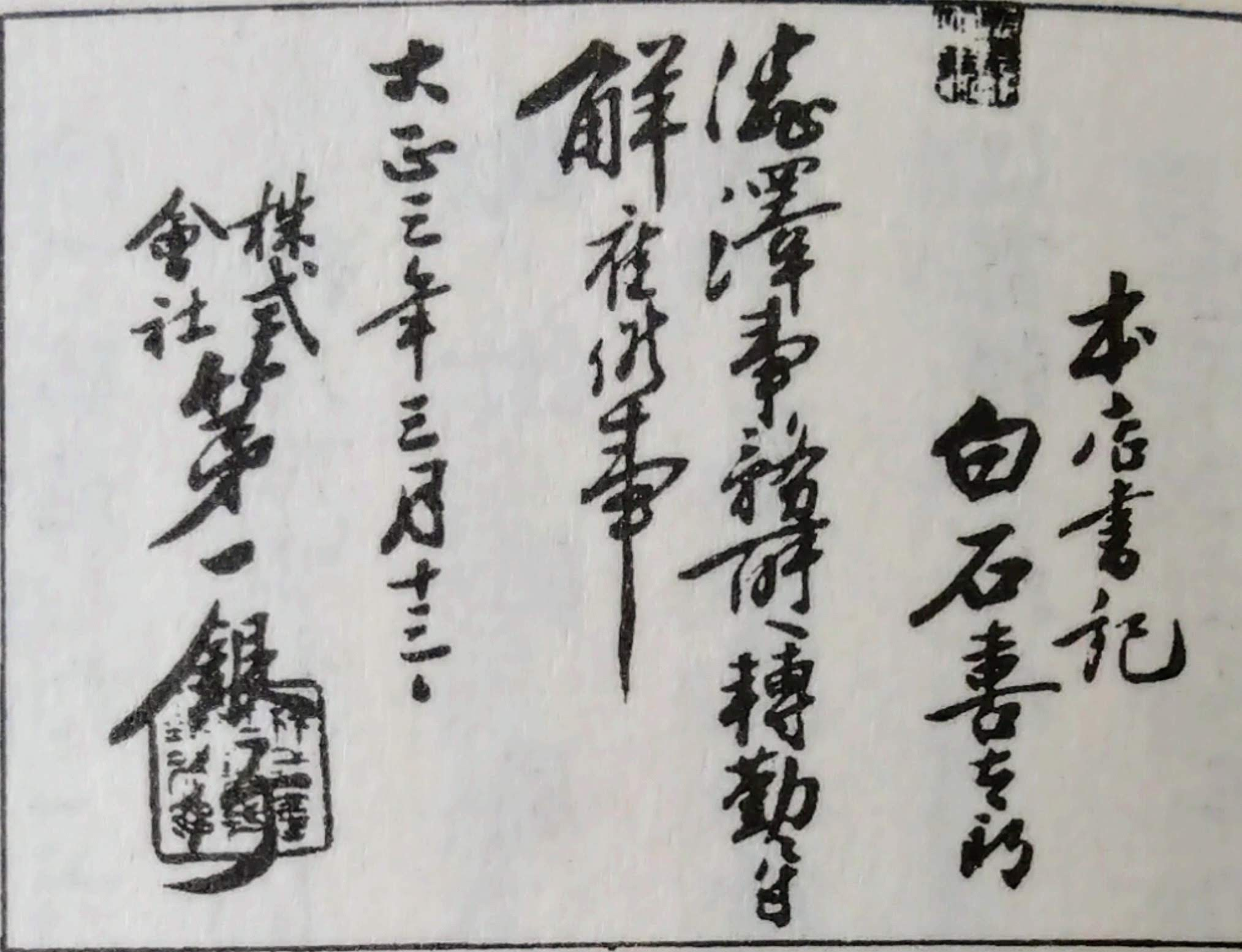
大正3年3月13日、澁澤事務所転勤辞令

1914年（大正3年）3月、八十島の自宅に呼ばれ、渋沢事務所への転勤を勧められる。「渋沢同族株式会社の設立準備のため、増田明六に加えて、もう1名を欲しい。東京高商の在学当時から、人となりを知っている」のが理由。「事前に第一銀行の同僚明石に相談したところ賛成とのこと。渋沢栄一の同意を得たので、第一銀行総支配人佐々木勇之助、石井健吾の了解を得た」と説明があった。3月13日、「渋沢事務所へ転勤を命ず」という辞令を受け、3月20日、兜町の渋沢事務所の書斎にて渋沢栄一と面会。3月25日、渋沢事務所へ初出勤。八十島から、数日前に事務所へ入った栄一の次男・渋沢武之助（のちに渋沢子爵家から分家）、事務所の従業員である増田、上田彦次郎、鈴木勝、中野時之を紹介される。当初の担当は、信書の受付。受け付けた信書を親展書以外は開封し、用件を摘記し、秘書役の増田へ提出することであった。

八十島が諸種の記述にあたり、文案作成も用務のひとつであった。法学の大家穂積陳重に師事した八十島の教えを請い、得るところがあった。日本初の対外通信社である国際通信社の規約作成に従事。同社は渋沢栄一らがジョン・ラッセル・ケネディ(John Russel Kennedy) の意見を受け入れ、設立。八十島が理事のため、喜太郎も用務を務めることになった。
1915年（大正4年）4月、渋沢同族株式会社が設立。社長には栄一の後継者に決定していた栄一の嫡孫・渋沢敬三（のちに渋沢家当主、大蔵大臣）。若年の敬三を支えるべく、専務に八十島、取締役に明石、監査役に阪谷芳郎が就任。増田は主事、喜太郎は上田彦次郎、鈴木勝と共に書記に任用された。4月1日の辞令により、渋沢事務所員と渋沢同族株式会社社員となった。

1年余り同室に机を並べた渋沢武之助が株式会社東京石川島造船所に勤務することになったため、渋沢武之助が担当していた十勝開墾合資会社の事務を引き継ぐことになった。同社の社長は、植村澄三郎、八十島が業務担当社員であった。同年12月、渋沢栄一の関西・九州出張に随行し、「青淵先生西南紀行」を記す。

### 渋沢栄一の実業界引退
1916年（大正5年）7月、喜寿を迎えた渋沢栄一は、第一銀行の定時株主総会において第一銀行頭取を辞するとともに実業界から引退することを発表。帝国ホテルにて引退披露会が開催された。引き続き神戸、大阪、名古屋にて披露披露会が開催されるため、喜太郎のほかには、渋沢武之助、尾高次郎、山下亀三郎、八十島、前原厳太郎が随行した。
1917年（大正6年）3月、渋沢栄一は再び神戸、大阪、奈良、京都、名古屋へ出張し、喜太郎は随行した。往路で偶然同車していた尾高次郎、蓮沼門三と歓談。神戸では、須磨の内田信也邸を訪問。奈良には、伊藤伝七、佐々木清麿、第一銀行京都支店長の明石、大阪支店長の野口弥三、神戸支店長の杉田富が同行。京都では田中源太郎などと面談。名古屋ではいとう呉服店などを表敬訪問。
同年10月、渋沢栄一は北越および奥羽へ出張し、喜太郎は随行した。長岡、新潟、会津若松、米沢、山形、秋田、青森、盛岡、仙台、福島の各市を訪問。「青淵先生北越及奥羽旅行」と題した随行記を著した。
喜太郎が渋沢事務所へ転じてからの数年間、渋沢栄一は精力的に実業界および教育機関・社会公共事業の支援並びに民間外交を推進した。1914年（大正3年）8月16日、首相大隈重信は渋沢栄一ほか実業家を官邸に招き、第一次世界大戦への参戦を説明。同月、第一次世界大戦の影響を受け苦しんだ蚕糸業者の救済について尽力、10月には国産奨励会を組織、連合軍傷病兵救援会を設け、12月、明治神宮奉賛会の設立を計画した。同年秋ごろから翌1915年（大正4年）、東京市内に電灯および電力を供給している東京市電気局・東京電灯株式会社および日本電灯株式会社の統一に尽力。同年3月、蚕糸業者救済のため、帝国蚕糸会社の設立に努め、4月、サンフランシスコで開かれるパナマ太平洋万国博覧会に気勢を添えるため、観覧協会を組織。7月、日本郵船会社と東洋汽船会社との合併につき調停を行い、同月、中国広東水害救援に尽力した。1916年2月、日米関係委員会を組織、8月、東洋製鉄会社を発起し、10月、理化学研究所の創立に着手した。1917年（大正6年）1月、連合国傷病兵罹災者訪問会を設立、5月、日本郵船会社の紛擾を調停し、8月米国鉄材禁輸解除につき努力し、9月、早稲田大学維持員となり、10月、東京風水害救済会を設立し、11月、天津水害義助会を設立した。
これに加えて、訪米、訪中、前述を含む国内出張を試みたのみならず、来日外国要人との接遇を務めた。渋沢栄一の精力的な活動に伴い、八十島、増田はもとより渋沢事務所は極めて多忙な日々を送った。1919年（大正8年）秋、神田乃武の推薦により、小畑久五郎が渋沢栄一の英文秘書役と日米関係委員会幹事として、渋沢事務所に参加。この間、八十島、増田は他の会社にも顔を出すようになり、渋沢事務所の繁忙に拍車がかかった。1920年（大正9年）3月18日、学生時代からの恩人である八十島が病没。
八十島の没後、増田は一層多忙になり、渋沢栄一の秘書役よりも渋沢同族株式会社の事務に時間を割かれ、取締役に選任されてからはさらに繁劇となった。喜太郎は、渋沢栄一の秘書役となった。同年6月、第一銀行福岡支店支配人であった渡辺得男が渋沢同族株式会社に転じ、7月の株主総会で取締役に選任された。

### 関東大震災
1923年（大正12年）9月1日、関東大震災が発生した時、渋沢栄一は渋沢事務所にいた。喜太郎が栄一の命により日本工業倶楽部書記長の喜多貞吉と電話中に第一震があった。その後、本震があり、喜太郎の背後にある大金庫が大音響とともに倒れかかってきたが、間一髪で逃れた。渡辺得男とともに栄一の個室へ駆けつけたところ、栄一は、たまたま同室していた増田に助けられたところであった。上田彦次郎の没後、第一銀行から転じて用度掛を担当していた井田善之助も栄一らに合流し、前庭へ脱出。第一銀行へ避難した後、栄一は自動車で飛鳥山邸へ向かった。喜太郎は、小石川区駕籠町の自宅に徒歩で向かった。地震により発生した火災により、渋沢事務所や第一銀行も焼け、下町全部は焦土となった。翌日、飛鳥山邸に集まったのは、喜太郎のほかは渡辺と井田に限られ、残りの事務所員の消息は不明であった。当面は飛鳥山邸に事務所を移し、青淵文庫の閲覧室をこれに充てると決まった。9月3日、栄一の命により、自動車で渋沢事務所の焼け跡を視察した。5日、渋沢事務所の全員が無事であることが判明。10日に古河合名会社内に渋沢事務所を移した。この前後、栄一は内務大臣後藤新平の求めにより、協調会を通じて罹災者支援を開始する。9日には大震災善後会を発足させた。栄一が後藤新平を訪問する際、喜太郎は随行する。

### 渋沢栄一の晩年

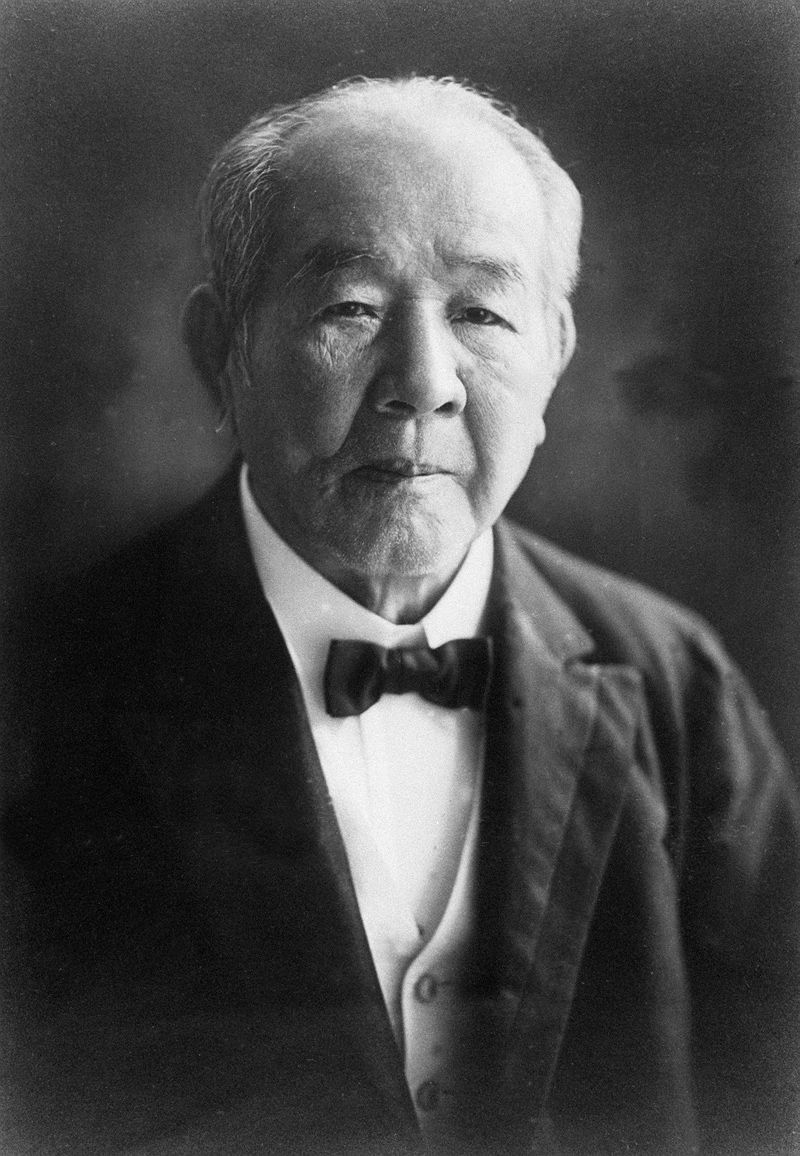
晩年の渋沢栄一

1926年（大正15年）4月、渋沢栄一の長女・歌子の婿であり、栄一と敬三を支えてきた枢密院議長・穂積陳重男爵がその生涯を閉じた（享年72）。

その後は栄一の次女の琴子の婿・阪谷芳郎男爵が渋沢栄一の近親者の中での最年長者となり、まだ若い（栄一の）後継者である敬三の補佐と数多い渋沢栄一の事業と健康をいかに調和させるかを阪谷が配慮することになった。「常時病気であるつもりで、具体的には37～8度の発熱ある心得で」のモットーに基づき、秘書役の喜太郎は、渋沢栄一の日々のプログラムを編成することになった。1929年（昭和4年）夏、喜太郎が渋沢事務所に入ってから十数年間机を並べた増田が病没した。
同年晩秋、経済知識社社長の後藤登喜男から渋沢栄一の自叙伝編述について相談された。かねて喜太郎が書きかけていた草稿のことを漏らしたところ、経済雑誌『経済知識』に「人間渋沢栄一」と題した連載を行うことになった。しかし、栄一の余りに側近く仕える者が筆者として名を著すことを勘案し、「和泉清」のペンネームにすることになった。1930年（昭和5年）1月号から連載が開始された。後藤から同誌を贈られた栄一も読んだ。号を重ね、叙述が進むにつれ、栄一は次第に興味を覚え、思いのほかに事実を詳しく知っている筆者が何者か確かめようとした。まず喜太郎に質問したが、匿名にした趣旨に従い、明瞭な回答は避けた。その後、栄一は各種方面から調べたようであったが、ついには明石に調べさせた。後藤は明石に問い詰められ、ついに事情を明かすことになった。明石の報告により一層興味を深めた栄一は、校閲のため初めから読み返し、記述の不備などを喜太郎に指摘した。この時は、昭和になってから渋沢事務所に入った佐治祐吉に記事を読み上げさせた。
1930年秋、江口定條を勅選議員にするため、渋沢栄一は濱口雄幸首相を訪問した。また、書状を喜太郎に届けさせた。首相は多忙なため、秘書官であり、海南学校同窓の中島弥団次に託した。1931年（昭和6年）1月、渋沢栄一は第一銀行の定時株主総会に出席。佐々木勇之助が頭取を辞し、石井健吾が頭取に就任する記念すべき会であった。同年10月に入り、栄一は体調を崩し、14日に手術を受けた。手術時から渡辺得男と喜太郎は交替で宿直を務めた。11月11日、渋沢栄一は没した。同日、栄一の嫡孫・敬三が家督を継承。

### 渋沢敬三の家督継承

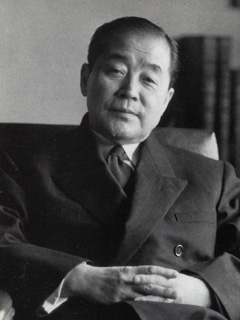
栄一の後継者・渋沢敬三。

渋沢栄一の没後、喜太郎は栄一の後継者である敬三に仕え、関連会社・団体の役員を務めた。

1933年（昭和8年）12月、栄一の伝記『渋沢栄一翁』が刀江書院から出版された。「和泉清」のペンネームで経済雑誌『経済知識』に「人間渋沢栄一」で連載した記事をまとめた。栄一から家督を継承した栄一の嫡孫・敬三が序文、栄一の四男・秀雄（渋沢子爵家から分家）が装幀を担当。1934年（昭和9年）7月、喜太郎にとって2冊目の著書『渋沢翁の面影』が四条書房が出版された。
1945年（昭和20年）4月13日、空襲により小石川区駕籠町の自宅が全焼。数日後、敬三の使いとして、渋沢事務所の杉本行雄が避難先を来訪。「（栄一の外孫である）阪谷希一邸に避難するように」とのこと。しかし、空襲のたびに病を得て衰弱した喜太郎を妻の辰が背負うのは危険と辰は判断、箱根の別荘へ疎開したい旨を杉本に伝えた。
そこで、敬三は杉本に命じて、入手が極めて困難なガソリンを工面し、公爵徳川家の自動車を手配、喜太郎らは箱根に向かった。同年7月28日、病気療養先の神奈川県箱根町仙石原にて死去。

## 家族
- 父・喜太郎（先代）[1]
- 母・丑[7]
  - 1861年（文久元年）2月生まれ、高知、廣末加禰三女[1]。
- 姉・正榮
  - 1883年（明治16年）6月生まれ。高知県人弘末萬次郎の妻[1]。
- 妻・辰（多津子）
  - 1901年（明治34年）6月生まれ、東京、中川清太郎四女。東京府立第一高等女学校出身[1]。
- 長女・喜久子
  - 1924年（大正13年）4月生まれ[1]。
- 次女・喜美子
  - 1926年（大正15年）9月生まれ[1]。
- 長男・喜一郎
  - 1929年（昭和4年）3月生まれ[1]。
- 次男・喜義
  - 1932年（昭和7年）4月生まれ[1]。
- 三男・喜男
  - 1934年（昭和9年）7月生まれ[1]。
- 四男・喜昭
  - 1937年（昭和12年）12月生まれ[1]。
- 三女・喜世子
  - 1940年（昭和15年）1月生まれ[1]。
- 五男・喜和
  - 1942年（昭和17年）11月生まれ[8]。

## 歴任した役職
- 渋沢同族株式会社 専務取締役[9]
- 魚介養殖株式会社 代表取締役社長[1]
- 上北農林株式会社 代表取締役社長[1][10]
- 東京貯蓄銀行株式会社 監査役[1]
- 沖電気株式会社 監査役[1]
- 仙石原地所株式会社 監査役[1]
- 品川白煉瓦株式会社 監査役[1]
- 沖電気証券株式会社 監査役[1]
- 東京帽子株式会社 監査役[1]
- 東京帽子販売株式会社 監査役[1]
- 日新護謨株式会社 監査役[7]
- 日本醋酸製造株式会社 監査役[1]
- 飯塚鐵鑛株式会社 監査役[1]
- 箱根温泉供給株式会社 取締役[1]
- 西武農蚕倉庫株式会社 監査役[1]
- 社団法人如水会 理事[5]
- 財団法人龍門社 常務理事[5]
- 公爵徳川家 会計監督[5]

## 著書
- 渋沢栄一翁（刀江書院、1933年／国書刊行会（4分冊）、2020年-2021年）　
  - 原題は「和泉清」のペンネームでの『人間渋沢栄一』、経済雑誌『経済知識』に連載、渋沢没後に出版。
  - 渋沢栄一自身が連載を読み筆者と協議、自ら訂正添削した伝記である[4][11]。
- 渋沢翁の面影（四条書房、1934年）[12]
- 渋沢翁と青淵百話（日本放送出版協会「ラヂオ新書」、1940年）

## 渋沢事務所関係人物

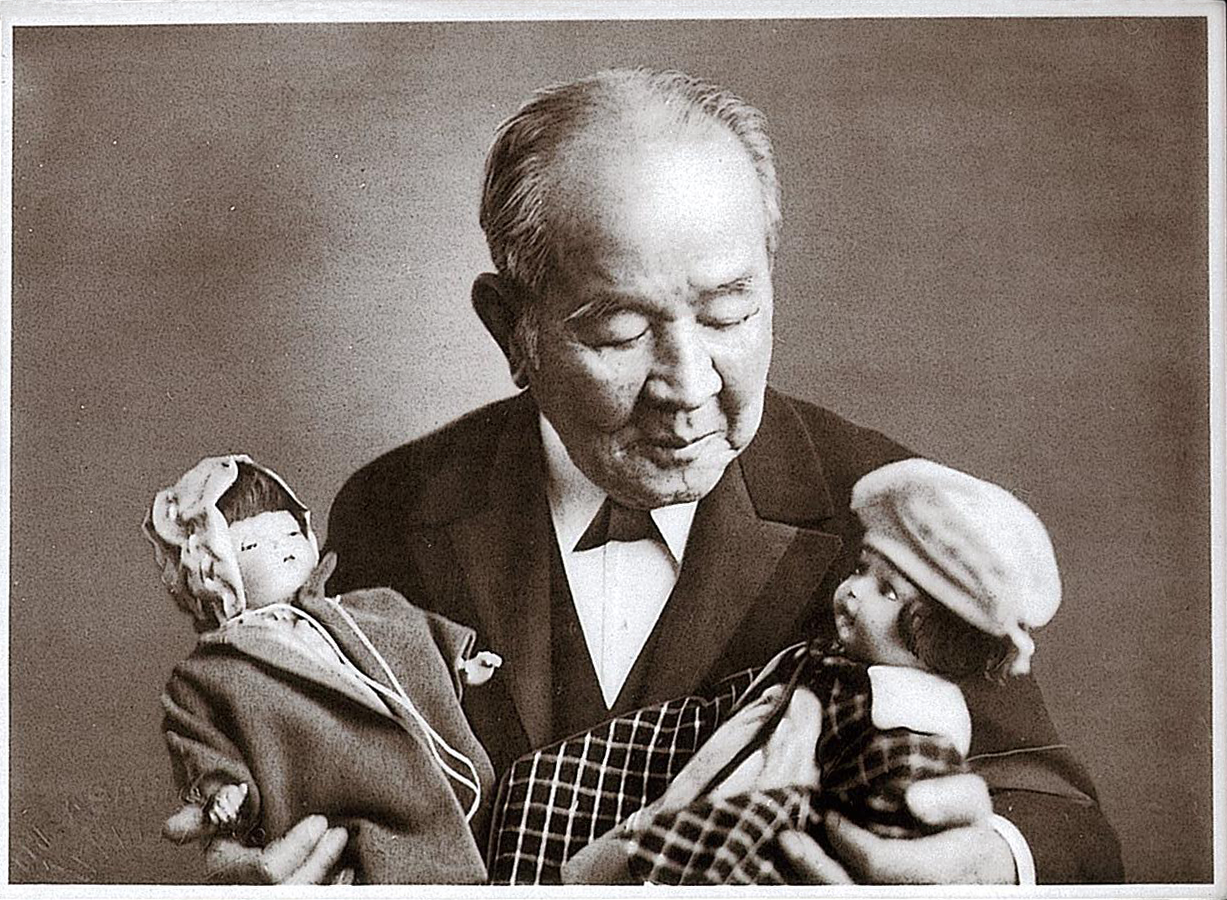
渋沢同族設立者の渋沢栄一。

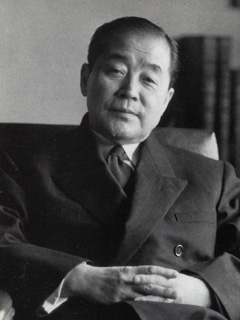
渋沢同族社長の渋沢敬三。

### 渋沢同族

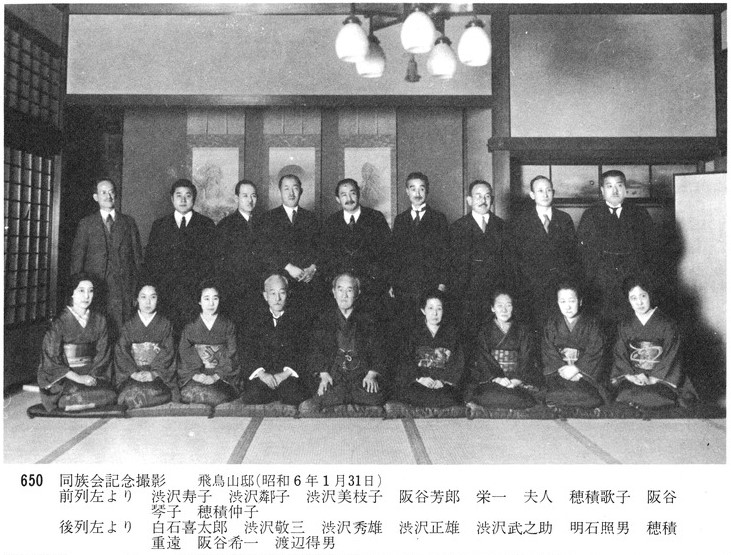
同族会記念撮影 飛鳥山邸(昭和6年1月31日)　前列左より 渋沢寿子 渋沢舞子 渋沢美枝子 阪谷芳郎 栄一 夫人 穂積歌子 阪谷琴子 穂積仲子　後列左より 白石喜太郎 渋沢敬三 渋沢秀雄 渋沢正雄 渋沢武之助 明石照男 穂積重遠 阪谷希一 渡辺得男

- 渋沢栄一（渋沢同族株式会社 株主[13]）
- 渋沢敬三（同社 株主[13]、同社社長[14]、渋沢栄一の嫡孫、子爵家（宗家）当主、日本銀行総裁、大蔵大臣）
- 渋沢雅英（同社次期社長[14]、渋沢敬三の嫡男、子爵家（宗家）次期当主）
- 穂積陳重（同社 株主[15]、渋沢栄一の長女歌子の夫、男爵）
- 穂積重遠（同社 株主[15]、渋沢栄一の長女歌子の長男（栄一の初孫）、男爵）
- 阪谷芳郎（同社 株主[13]、監査役[14]、渋沢栄一の次女琴子の夫、子爵、大蔵大臣）
- 阪谷希一（同社 株主[13]、監査役[14]、渋沢栄一の次女琴子の長男（栄一の外孫）、子爵）

- 尾高幸五郎（同社 株主[13]、相談役[15]、尾高惇忠の従弟、尾高次郎の養父[16]、妻クニは惇忠、渋沢千代の妹）
- 明石照男（同社 株主[13]、取締役[14]、渋沢栄一の三女の夫、第一銀行頭取）
- 渋沢武之助（同社 株主[13]、監査役[14]、渋沢栄一の次男、子爵家から分家）
- 渋沢正雄（同社 株主[15]、渋沢栄一の三男、子爵家から分家）
- 同族会記念撮影 飛鳥山邸(昭和6年1月31日)　前列左より 渋沢寿子 渋沢舞子 渋沢美枝子 阪谷芳郎 栄一 夫人 穂積歌子 阪谷琴子 穂積仲子　後列左より 白石喜太郎 渋沢敬三 渋沢秀雄 渋沢正雄 渋沢武之助 明石照男 穂積重遠 阪谷希一 渡辺得男渋沢秀雄（同社 株主[13]　渋沢栄一の四男、子爵家から分家、『渋沢栄一翁』の装幀を担当）

### 事務所員
- 八十島親徳（渋沢同族株式会社 専務取締役、渋沢栄一秘書役）[2]
- 増田明六（渋沢同族株式会社 専務取締役[17]、日新護謨株式会社取締役　渋沢栄一秘書役）
- 渡辺得男（渋沢同族株式会社　取締役[14]、大日本麦酒常務、第一銀行から[2]）
- 井田善之助（渋沢同族株式会社 主事[9]、渋沢事務所庶務課長、上田彦次郎の後任として第一銀行から[2]）
- 上田彦次郎（渋沢同族株式会社 書記、渋沢事務所）
- 鈴木勝（渋沢同族株式会社 書記、渋沢事務所会計課長）[5]
- 小畑久五郎（渋沢事務所通訳）[5]
- 中野時之（渋沢事務所）[5]
- 戸塚保吉（渋沢事務所）[5]
- 小川功暉（渋沢事務所）[5]
- 高田利吉（渋沢事務所）[5]
- 杉本行雄（渋沢事務所給仕、渋沢敬三秘書、十和田開発社長）[5]

## 関連人物
- 後藤登喜男（経済雑誌『経済知識』を創刊）
- 武井大助（東京高等商業学校同窓、海軍主計大佐）
- 久我貞三郎（東京高等商業学校同窓、三菱商事パリ支店長）
- 小平省三（東京高等商業学校同窓、第一銀行常務）
- 森村謙三（東京高等商業学校同窓、森村同族監査役）
- 内田敬三（東京高等商業学校同窓、内田醤油社長、興中公司取締役）